# Keith Watson (football)
Pour les articles homonymes, voir Keith Watson et Watson.
Keith Watson, né le 14 novembre 1989 à Livingston au Royaume-Uni, est un footballeur écossais. Il joue depuis 2016 au poste de défenseur pour le club de Ross County.

## Biographie
Avec le club de Dundee United, il joue 123 matchs en première division écossaise, inscrivant huit buts. Il dispute également avec cette équipe six rencontres en Ligue Europa, marquant un but.

## Palmarès
- Vainqueur de la Coupe d'Écosse en 2010 avec Dundee United
- Champion de la D2 écossaise en 2019 avec Ross County